# Боргоньони, Лучано
Лучано Боргоньони (итал. Luciano Borgognoni; 12 октября 1951, Галларате, Италия — 2 августа 2014, там же) — итальянский велогонщик, чемпион мира в командной гонке преследования (1971).

## Спортивная карьера
В 1971 г. стал чемпионом Италии в командной гонке преследования, в том же году завоевал золотую медаль в той же дисциплине в составе сборной своей страны на первенстве мира в Варезе. На летних Олимпийских играх в Мюнхене (1972) был шестым в гонке преследования.
В 1973 г. начал профессиональную карьеру. В 1974 году он выиграл гонку Джиро дель Фриули и этап на Джиро ди Сардиния, заняв итоговое второе место в гонке. Также стал чемпионом Италии в индивидуальной гонке преследования. В 1976 г. вновь победил в индивидуальной гонке преследования. В 1977 г. выиграл два этапа на Джиро д’Италия и стал третьим в общем зачете. Также поднимался на подиум Джиро ди Сицилия.